# Czechoslovakia 1968
Czechoslovakia 1968 ist ein US-amerikanischer Dokumentarfilm aus dem Jahr 1969.

## Handlung
In Bildern und Filmausschnitten wird die Geschichte der Tschechoslowakei von 1918 bis 1968 dargestellt. Besonderes Augenmerk wird im zweiten Teil des Films auf den Prager Frühling und die gewaltsame Niederschlagung der Demokratie- und Reformbewegung unter Alexander Dubček durch den Einmarsch der Truppen des Warschauer Paktes gelegt.

## Auszeichnungen
1970 wurde der Film in der Kategorie Bester Dokumentar-Kurzfilm mit dem Oscar ausgezeichnet.
1997 wurde der Film ins National Film Registry des "National Film Preservation Board" aufgenommen.